# Selklettar
Selklettar är en kulle i republiken Island. Den ligger i regionen Suðurland, 90 km öster om huvudstaden Reykjavík. Toppen på Selklettar är 377 meter över havet.
Trakten runt Selklettar är nära nog obefolkad, med mindre än två invånare per kvadratkilometer. Närmaste större samhälle är Flúðir, omkring 18 kilometer väster om Selklettar. Trakten runt Selklettar är ofruktbar med lite eller ingen växtlighet.